# 699.
◄ | 6. stoljeće | 7. stoljeće | 8. stoljeće | ►
◄ | 660-ih | 670-ih | 680-ih | 690-ih | 700-ih | 710-ih | 720-ih | ►
◄◄ | ◄ | 696. | 697. | 698. | 699. | 700. | 701. | 702. | ► | ►►
Astronomija • Književnost • Kršćanstvo • Pravo • Promet

## Rođenja
- Dagobert III., francuski kralj

## Vanjske poveznice
|  | Zajednički poslužitelj ima još gradiva o temi 699. |